# Șamraiivka, Skvîra
Șamraiivka (în ucraineană Шамраївка) este o comună în raionul Skvîra, regiunea Kiev, Ucraina, formată numai din satul de reședință.

## Demografie
Componența lingvistică a comunei Șamraiivka
     Ucraineană (96,16%)
     Rusă (3,09%)
     Alte limbi (0,58%)
Conform recensământului din 2001, majoritatea populației comunei Șamraiivka era vorbitoare de ucraineană (96,16%), existând în minoritate și vorbitori de rusă (3,09%).